# Refuge de Tête Rousse
Das Refuge de Tête Rousse ist eine Schutzhütte der Sektion Saint-Gervais des Club Alpin Français im französischen Teil des Mont-Blanc-Massivs, im Département Haute-Savoie, auf 3167 m Höhe. Es ist im Sommer bewirtschaftet.

## Lage und Bedeutung
Die Hütte liegt etwa zwei Kilometer östlich der Bergstation Nid d’Aigle (2372 m) der Zahnradbahn Tramway du Mont Blanc. Sie ist neben dem Refuge du Goûter ein wichtiger Stützpunkt für die Besteigung des Mont Blanc auf dem Normalweg über den Dôme du Goûter von Westen aus. Zur Vermeidung der Höhenkrankheit übernachten viele Bergsteiger auf diesen Hütten, bevor sie die mit dem Aufstieg beginnen. Sie ist von Anfang Juni bis Ende September bewirtschaftet.

## Neubau der Hütte
In den Jahren 2002 bis 2005 wurde ein neues Haus in einer besonderen Holzbauweise neben der alten Hütte errichtet. Der Neubau war erforderlich geworden, weil die inzwischen stillgelegte alte Hütte auf Grund immer weiter steigender Übernachtungszahlen zu klein geworden war und die technische Ausstattung wie Energieversorgung und Abwasserbeseitigung nicht mehr tragbar waren.

## Karte
- Institut Géographique National (IGN): Topografische Karte 1:25.000, Blatt 3531 ET, Saint Gervais